# Great Gonerby
Great Gonerby est une paroisse civile et un village du Lincolnshire, en Angleterre.